# Casimir Lefaucheux
Casimir Lefaucheux (26. ledna 1802, Bonnétable u Le Mans – 9. srpna 1852, Paříž) byl francouzský puškař, známý konstrukcí náboje s tzv. kolíčkovou zápalkou. V jeho rodišti je po něm pojmenována ulice (Rue Casimir Lefaucheux).
Roku 1835 obdržel patent na pušku zadovku, komorovanou na jednotný náboj zvláštní konstrukce. Podobal se prvnímu typu náboje Samuela Paulyho – také měl papírovou nábojnici a mosazné dno se zápalkou, ta se však aktivovala pomocí ocelového zahroceného kolíčku, který byl umístěn rovnoběžně s dnem a vyčníval do strany, tedy kolmo k ose náboje. Syn Casimira Lefaucheux, Eugene, pak vyráběl od poloviny 19. stol. zbraně pro tento náboj. Známé jsou především revolvery systému Lefaucheux, pro něž se náboje s kovovou nábojnicí vyráběly ještě v období první světové války. Kvůli vyčnívajícímu kolíčku bylo nutné vkládat náboje do zbraně (ať už do komory pušky, či válce revolveru) ve správné poloze tak, aby kolíček zapadl do vytvořené drážky. Spolu s Paulyho nábojem se středovým zápalem (patent z roku 1812) a Flobertovým nábojem s okrajovým zápalem (patent z r. 1849), se náboj s kolíčkovou zápalkou stal jedním ze tří rozšířených druhů nábojů (podle způsobu odpalu výmetné slože). Zatímco zbylé dvě konstrukce se používají dodnes, systém Lefaucheux měl pro své nedostatky poměrně krátký život. Poslední náboje pro tento systém byly lovecké s papírovou nábojnicí a přestaly se vyrábět někdy v průběhu druhé světové války.